# 圖多爾·格奧爾基
圖多爾·格奧爾基（羅馬尼亞語：Tudor Gheorghe，1945年8月1日—）是羅馬尼亞的音樂家、演員和詩人。

## 外部連結
- 圖多爾·格奧爾基的Facebook專頁